# 萨莫耶德语族
萨莫耶德语族是在亚欧大陆最北部的乌拉尔山脉两边居民所用的各语言，使用这些语言的被称为萨莫耶德人，粗略计算有25,000使用者。这些语言源自一个共同的祖先原始萨莫耶德语，并与芬兰-乌戈尔语族一起组成乌拉尔语系。他们并不是一个松散的语族，传统上被认为是乌拉尔语系中的一个外群，在公元前的最后几个世纪时从其他乌拉尔语系的语言中最先分支出来。

## 词源
“萨莫耶德”这个词源自俄语单词，是对一些西伯利亚原住民民族的称呼。这个称呼被认为是带有贬义，因为有些民族学家认为该词起源于俄语，意即“吃自己的人”，即“食人者”。但是一些萨莫耶德民族学家拒绝这个理论，而认为该词的起源是“saam-edne”，即“萨米人的土地”。

## 分类
此语族及对应的民族在传统上划分为北部（冻原）分支和南部分支，而南部分支进一步划分为泰卡和山区分支。但这种分类法仅是地理上的划分，而非系谱上的分类。
北（冻原）萨莫耶德诸语言（地理分类）
- 恩加纳桑语
- 埃涅茨-涅涅茨语组
  - 埃涅茨语
    - 森林埃涅茨語 — 几乎消亡
    - 冻原埃涅茨語 — 几乎消亡

  - †尤拉茨语 — 在埃涅茨语和涅涅茨語之间的过渡语
  - 涅涅茨語
    - 森林涅涅茨语
    - 冻原涅涅茨语

南萨莫耶德诸语言（地理分类）
- 塞尔库普语 / 泰卡分支，并划分成三个分散的方言：
  - 塔茲方言（Taz Selkup）
  - 特姆方言（Tym Selkup）
  - 克季方言（Ket Selkup）
- 萨彦/山区萨莫耶德分支
  - †卡马斯语 — 已消亡（20世纪）
  - †马托尔语 — 已消亡（19世纪）

语言系谱分类中发现恩加纳桑语首先演化为一个分支，其次是马托尔语。埃涅茨-涅涅茨-尤拉茨以及卡马斯-塞尔库普各自组成内部分支。
萨莫耶德语族
- 恩加纳桑语（nio）
- †马托尔语（mtm）
- 核心萨莫耶德语支
  - 埃涅茨-涅涅茨语组
    - 埃涅茨语
      - 森林埃涅茨語（enf）
      - 冻原埃涅茨語（enh）

    - †尤拉茨语（rts）
    - 涅涅茨語（yrk）
      - 森林涅涅茨语
      - 冻原涅涅茨语

  - 卡马斯-塞尔库普语组
    - †卡马斯语（xas）
    - 塞尔库普语（sel）
      - 塔茲方言（Taz Selkup）
      - 特姆方言（Tym Selkup）
      - 克季方言（Ket Selkup）

## 地理分布

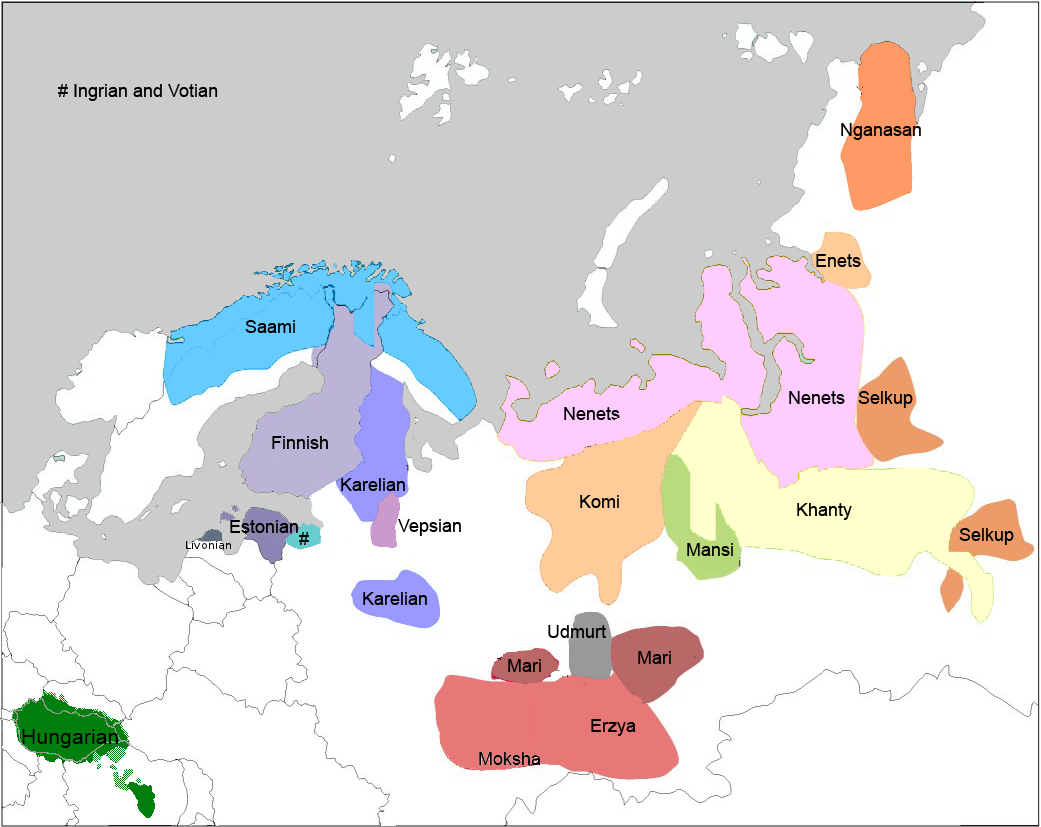
乌拉尔语系分布图

目前，萨莫耶德语族的领域由白海伸延到拉普捷夫海，在俄罗斯欧洲部分靠近北极圈沿岸，包括新地岛南部、亚马尔半岛、鄂畢河河口和叶尼塞河河口，并延伸至西伯利亚最北部的泰梅尔半岛。他们靠牧放驯鹿维持经济。他们的分布范围临近跨越乌拉尔山脉的乌戈尔语支范围和南边的在乌拉尔山脉同一侧的科米人范围。但在西边他们跟波罗的芬兰人之间隔着俄罗斯人。在他们东边传统上居住着突厥语族的雅库特人。在16世纪曾有一个殷实的萨莫耶德城市在曼加澤亞发展成为商贸城市，但在17世纪初被摧毁了。
在南萨莫耶德诸语言中，只有塞尔库普语才保存至今。历史上这些语言覆盖中西伯利亚更广阔的地区，从西边的鄂畢河流域到东边的薩彥-贝加尔高地。近至18世纪的一些文献中提及到一些语言的名字，但没有明显的证据来显示这些是单独的语言。所有已知的数据似乎可以解释为它们仅是卡马斯语或马托尔语的早期形式。